# Ignatius Bonomi
Ignatius Richard Frederick Nemesius Bonomi est un architecte anglais, ayant aussi travaillé comme géomètre-expert (surveyor) sur des lignes de chemin de fer, né à Londres le 31 octobre 1787, et mort à Wimbledon le 2 janvier 1870 .

## Biographie
Il est le quatrième enfant, mais le plus âgé de ceux qui ont survécu, de Joseph Bonomi l'Ancien (1739-1808), qui a travaillé avec Robert Adam et son frère, James Adam, avant de travailler indépendamment, et de Rosa Florini (1755-1812). Il est baptisé le 27 décembre 1787. Son frère, Joseph Bonomi est connu comme artiste, sculpteur et égyptologue.
Ignatius Bonomi commence à travailler avec son père et à assurer la continuité de la construction du château de Lambton Hall, dans le comté de Durham, après sa mort.

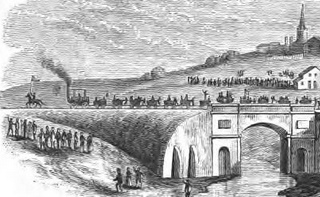
Le pont sur la rivière Skerne

Dès 1813, Ignatius Bonomi est appointé comme arpenteur, géomètre-expert, pour la construction de ponts dans le comté de Durham. Parmi ses ouvrages, qui sont les premiers ponts de chemin de fer construits en Grande-Bretagne, on trouve le pont sur la rivière Skerne, près de Darlington, pour la compagnie de chemin de fer de Stockton et Darlington, en 1824. Il est parfois désigné comme le premier architecte des chemins de fer. En 1826, il réalise le pont de Shincliffe, sur la rivière Wear, dans le comté de Durham.
Il est également l'architecte responsable de la construction d'un certain nombre d'églises (notamment pour des commissions à la cathédrale de Durham). Au total, on en compte près d'une trentaine, tant anglicanes que catholiques, conçues ou restaurées par lui.
Il réalise des bâtiments historiques, dans le style gothique et néo-classique, parmi lesquels on trouve le château de Durham, le château de Lambton, la prison de Durham , Elvet Hill House (1820), Graver Hall et Eggleston Hall, tous dans le comté Durham. Dans le Derbyshire, il conçoit Christ Church, King Sterndale, près de Buxton, construit en 1848-9 pour la famille Pickford, fondatrice de l'entreprise de déménagement Pickfords.
En 1817, Ignatius Bonomi est mandaté pour concevoir un manoir, Normanby Hall, à Normanby, Redcar et Cleveland.
Il réalise aussi la conception de Marton House près de Appleby-in-Westmorland , Cumbria, en 1822, Blagdon Hall, en 1830, dans Stannington près de Morpeth, l'église St Mary, Sunderland, en 1830, l'église de Saint-Jean-Baptiste dans Leeming, North Yorkshire, en 1839, et la restauration de St Nicholas House, Richmond, North Yorkshire. Pour son frère Joseph, il a également conçu une maison, "The Camels", près de Wimbledon Park, dans le sud-ouest de Londres.
En 1831, Ignatius Bonomi prend en apprentissage John Loughborough Pearson (1817–1897). En 1842, il conclut un partenariat avec John Augustus Cory (1819-1887), architecte du comté de Cumberland à partir de 1862. L'église Saint-Jean-l'Évangéliste, Nenthead, Cumbria (1845), l'église d'Angleterre construite à la plus haute altitude, est l'un de leurs projets communs. Ils restaurent ensemble l'église Saint-Laurent, à Hallgarth, Pittington, comté de Durham, en 1846-1847
À partir de 1856, il quitte Durham pour se rapprocher de son jeune frère, à Wimbledon, mais il continue à avoir un bureau à Durham.
Il est mort dans la villa "The Camels", à Wimbledon, le 2 janvier 1870. Il a été enterré à Paddington Old Cemetery, borough londonien de Brent.

## Famille
- Joseph Bonomi l'Ancien épouse Rosa Florini en 1775 dont il a :
  - Ignatius Bonomi, marié le 27 décembre 1837 avec Charlotte Fielding (1799–1860), fille d'Israel Fielding,
  - Joseph Bonomi (1796-1878), un éminent sculpteur, artiste et égyptologue.

## Source
- (en) Cet article est partiellement ou en totalité issu de l’article de Wikipédia en anglais intitulé « Ignatius Bonomi » (voir la liste des auteurs).